# Edwarda Mark
Edwarda Mark (także Estera Goldhar-Markowa, Edwarda Markowa, jid. עדווארדא (אסתר) מארק) ps. Eda (ur. 23 lutego 1908 w Warszawie, zm. 25 lutego 1991 w Izraelu) – polska historyk ruchu robotniczego i Żydów polskich, członek KPP, PPR i PZPR. 

## Życiorys
Urodziła się jako Estera Goldhar, córka Moszka Ezriela Goldhar i Chany Goldy z domu Hilsberg. Mieszkała w Warszawie przy ul. Miłej nr 32 m. 34. Ukończyła szkołę średnią przy ul. Granicznej, a następnie studia historyczne na Uniwersytecie Warszawskim. Działała w KPP jako łączniczka z KPZU. 31 grudnia 1937 wyszła za mąż za Bernarda (Bera) Marka (1908–1966), późniejszego dyrektora Żydowskiego Instytutu Historycznego.
Gdy wybuchła II wojna światowa, była nauczycielką w szkole powszechnej nr 175 na Stawkach w Warszawie. Brała udział w obronie cywilnej stolicy. W listopadzie 1939 przedostała się do Związku Radzieckiego. Tam objęła stanowisko dyrektora szkoły żydowskiej. Po ataku III Rzeszy na ZSRR ewakuowała się wraz z mężem do obwodu saratowskiego. W 1942 uczestniczyli w kopaniu rowów przeciwczołgowych pod Stalingradem. W 1943 wyjechali do Kujbyszewa, gdzie Edwarda Mark została zatrudniona jako sekretarka w Żydowskim Komitecie Antyfaszystowskim. Następnie dzięki rekomendacji Jakuba Bermana została lektorem języka polskiego w Wojskowym Instytucie Języków Obcych w Moskwie.
Do Warszawy przybyła z mężem 3 lutego 1946. W 1948 zamieszkali w domu Centralnego Komitetu Żydów Polskich przy ul. Konopackiej nr 16. W Centralnym Komitecie Mark objęła stanowisko inspektora Wydziału Oświaty, przez co miała wgląd w listy wychowanków domów dziecka. W ten sposób odnalazła Danka Bursztyna – syna prozaika Michała Bursztyna, który zginął w Holokauście.
Pracowała w Zakładzie Historii Partii przy KC PZPR. W 1969 roku usunięto ją z partii. Motywem wyrzucenia było odrębne stanowisko w kwestii istnienia Izraela oraz posiadanie córki w tym państwie. Edwarda Mark wyemigrowała do Izraela. Na emigracji dokończyła i wydała ostatnią pracę swojego męża – Megiles Oyshvits (Zwoje z Auschwitz).

## Wybrane publikacje
- Dziennik bojowy Dowództwa II Obwodu Armii Ludowej z lipca 1944 r., Warszawa 1959.
- Dziennik bojowy I Brygady AL Ziemi Krakowskiej im. Bartosza Głowackiego, dziennik do dr. podała i przypisy oprac. Edwarda Mark, Warszawa 1964.
- Z dziejów walk partyzanckich na Podhalu, do dr. przygot., wstępem i przypisami opatrzyła Edwarda Mark, Warszawa 1965.
- (przekład) Serafim Aleksiejew („Serafim”), Zginęli bez wieści, przetł. z jęz. ros. i przygotowała do druku E. Mark, Warszawa 1968.